# 소나기 (2005년 드라마)
《소나기》는 KBS 1TV에서 2005년 5월 8일에 방송된 HD TV문학관오로, 황순원의 소설 《소나기》를 영상화하였다.

## 등장 인물

### 주요 인물
- 이재응 : 소년 역
- 이세영 : 소녀 역

### 주변 인물
- 신구 : 윤초시 역
- 박철호 : 소년 부 역
- 박순천 : 소년 모 역
- 안병경 : 장씨 역
- 신신애 : 양평댁 역
- 이혜숙 : 소녀 모 역
- 김하균 : 선생님 역
- 김가영 : 봉순 역
- 이동호 : 석이 역 (소년의 남동생 역)